# قره سنان
يوسف بن عبد الملك بن عبد الغفور الرومي (؟؟؟ - 852 هـ) ويعرف باسم قَرَه سِنان فقيه حنفي تركي، من كبار العلماء أيام السلطان محمد الفاتح. 
له عدة مصنفات عربية منها : 
- الصافية في شرح الشافية
- المضبوط
- زين المنار في شرح منار الأنوار
- شرح الملخص للجغميني
- روح الارواح بشرح مراح الارواح